# Ute Skorupski

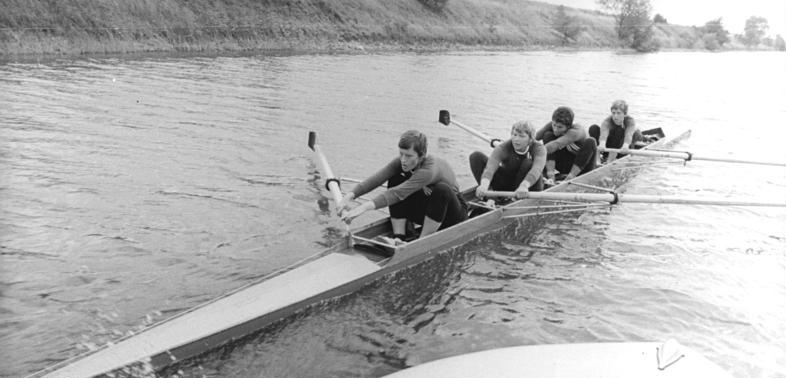
Der Vierer mit Steuermann 1979 beim Training (von links nach rechts): Kersten Neisser, Angelika Noack, Ute Skorupski, Marita Sandig und Steuerfrau Kirsten Wenzel (verdeckt)

Ute Skorupski (* 6. Januar 1959) ist eine ehemalige Ruderin aus der DDR. Sie gewann eine Gold- und eine Silbermedaille bei Ruderweltmeisterschaften.
Bei den DDR-Meisterschaften im Rudern siegte 1979 der Vierer mit Steuerfrau vom SC DHfK Leipzig in der Besetzung Marita Sandig, Ute Skorupski, Angelika Noack, Kersten Neisser und Steuerfrau Kirsten Wenzel. 1981 und 1982 wurde Skorupski noch zweimal Dritte in der gleichen Bootsklasse. Noch erfolgreicher war Skorupski im Achter. Von 1978 bis 1982 wurde sie zweimal, 1979 und 1980, DDR-Meisterin und dreimal Meisterschaftszweite.
1978 erkämpfte der Leipziger Vierer in der Besetzung Sandig, Skorupski, Neisser, Noack und Wenzel Gold bei den Weltmeisterschaften in Hamilton. Das Boot hatte fast vier Sekunden Vorsprung vor der zweitplatzierten Crew aus den Vereinigten Staaten. In der gleichen Besetzung unterlag das Boot 1979 bei den Weltmeisterschaften in Bled dem Vierer aus der Sowjetunion und erhielt mit einer Sekunde Rückstand die Silbermedaille.